# Apogonichthyoides miniatus
Apogonichthyoides miniatus és una espècie de peix pertanyent a la família dels apogònids.

## Hàbitat
És un peix marí, bentopelàgic i de clima tropical.

## Distribució geogràfica
Es troba a l'Índic oriental: les costes del mar de Timor al nord-oest d'Austràlia.

## Observacions
És inofensiu per als humans.